# Aquí descansa Nevares i altres narracions mexicanes
Aquí descansa Nevares i altres narracions mexicanes és un recull de relats breus de Pere Calders, que inclou la novel·la curta Aquí descansa Nevares (1967) i cinc contes del recull Gent de l'alta vall (1957), publicats junts el 1980.
El tret principal que distingeix aquestes narracions de les altres és el seu context geogràfic i humà: el món dels indis americans. A partir d'ell, es construeixen uns relats que tenen, respecte a la tònica general de la resta de narracions, una altra peculiaritat: arrenquen de fets reals i concrets, viscuts de prop pel mateix autor, i, per tant, desapareix o queda molt disminuït el recurs de la deformació inventiva.